# El casamiento engañoso

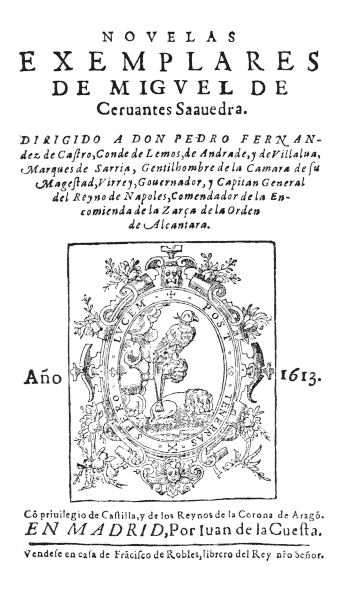
Portada de la primera edición de las Novelas ejemplares.

El casamiento engañoso es la oncena novela de la colección Novelas ejemplares de Miguel de Cervantes Saavedra, publicadas en el año de 1613. Su temática es similar a la novela picaresca, ambientada en Valladolid. La obra sirve de relato-marco a la novela El coloquio de los perros debido a que el personaje principal masculino (Alférez Campuzano) relata una anécdota donde se incluyen personajes y sucesos que aparecerán en la última novela del conjunto; se ha llegado a pensar que puede ser una novela dividida en dos porque «comparten el mismo tema: engaño/desengaño». Lo que distingue a ambos novelas es la temática filosófica presente en El coloquio de los perros y que no se encuentra en El casamiento engañoso.

## Cronología de la novela
Se ha pensado que las novelas ejemplares pueden acotar las etapas de evolución en la escritura de Cervantes. Por lo cual la crítica, desde 1797 con Pellicer, ha realizado diversos y diferentes estudios para datar cada novela. Por otro lado, en el comentario que realiza Jorge García López en su prólogo a la obra,  nos dice que «No sabemos si algunas de ellas constituyeron la base de la colección, ni tampoco si alguna fue ultimada para ‘completar’, para ‘redondear’ un número determinado».
Básicamente los caminos ensayados para lograr una datación de las novelas han sido tres:
1. - Por su aparición en el manuscrito Porras de la cámara (versión más antigua que se conoce de estas novelas) o si ha sido citada en alguna parte del resto de las obras cervantinas.
2. - Su relación con datos biográficos o hechos históricos fechables, como la aparición de la corte de Valladolid o de Madrid, respectivamente o por un proceso de transición entre ambas.
3. - Por sus marcas estilísticas en relación con el demás corpus narrativo.

Hay que tomar en cuenta que Cervantes pudo corregir a detalle cada una de las novelas, afirmación que se hace gracias a la comparativa de algunas de las novelas con las encontradas en el manuscrito Porras de la cámara. «Nada nos aseguro —antes bien, al contrario— que no sea así con las novelas ausentes del manuscrito».
Casamiento engañoso es una novela que no aparece en el manuscrito Porras de la cámara, por lo que sus intentos de datación se han llevada a cabo por hechos históricos o datos biográficos fechables.
El casamiento engañoso pertenece, al igual que El coloquio de los perros, al bloque de novelas datado a partir de la aparición de la corte Vallisoletana (1601- 1606), por lo cual, según García López «ambos relatos oscilan en torno a 1606 por el ambiente vallisoletano».
Una de las problemáticas que dificultan la datación de El casamiento engañoso es su unión con El coloquio de los perros por lo que ambas suelen datarse en fechas cercanas: 
Icaza (1901) da la fecha de 1605 para la creación de la novela y Amezcua la data del año 1603 inmediatamente después de la llegada de Cervantes a la corte de Valladolid, mientras que Jorge García López en su edición de las novelas ejemplares concluye que su creación debió realizarse alrededor de 1606 como anteriormente se ha citado. «La mayor parte de la dataciones vistas persiguen concretamente un término ad quem a través de posibles reminiscencias biográficas».

## El género literario
Cervantes se refiere a sí mismo, en su prólogo a las novelas, diciendo: «soy el primero que ha novelado en lengua castellana».
El género al que se ha hecho mayor referencia para la colección lo constituye el del relato corto italiano que «alcanza en la Italia de siglo XVI un importante cultivo», el cual fue ampliamente traducido durante el siglo XVI. Una muestra de esto es la traducción del Decamerone de Boccaccio (el cual queda incluido en el índice Valdés en el año de 1559 y vuelto a autorizar en 1583 por el catálogo de Quiroga). 
En el género novela se ha visto el concepto de «suceso extraordinario» (Casalduero, 1943) «en donde el título vendría a significar novelas cortas». Pero, aun con esta relación hacia el relato corto italiano, Cervantes incorporó en sus textos elementos de otros géneros narrativos en boga en aquel tiempo, como la novela picaresca, de la cual, algunos elementos pueden rastrearse en el relato de El casamiento engañoso. Es por ello que Américo Castro, en línea con la opinión dominante, definió este relato como «engaño apicarado». En tiempos más recientes, parte de la crítica ha visto en él una mera parodia del género picaresco, y Juan Valera y otros han insistido en su carácter naturalista por la temática abordada en la novela.
Desde principios del siglo XIX con Pellicer y Arrieta se comienza a trabajar la idea de que en la colección de las novelas ejemplares conviven relatos de diversos géneros.
En el prólogo a las novelas ejemplares de la edición de clásicos castellanos de 1915, «y que, en continuadas reediciones y reimpresiones, ha sido, con toda probabilidad, la más utilizada a lo largo del siglo XX», se diferencian entre las novelas más vívidas, o sea, las más realistas, que son las que la colección publica (La gitanilla, Rinconete y Cortadillo, El celoso extremeño, La ilustre fregona, El casamiento engañoso y El coloquio de los perros), y las no publicadas, que por interpretación serían tomadas como idealistas. 
Para Agustín González de Amezúa, en 1912, pueden señalarse tres etapas en las novelas: 
1. - La etapa primitiva, muy cercana a la narrativa italiana: Las dos doncellas, El amante liberal y La señora Cornelia.
2. - La etapa de transición en la que comienza a haber rasgos de la novela moderna: La gitanilla y El celoso extremeño.
3. - La etapa cercana al naturalismo: El coloquio de los perros, Rinconete y Cortadillo, El licenciado Vidriera, al cual pertenecería El casamiento engañoso.

En 1914 Ortega y Gasset, en las meditaciones sobre el Quijote, divide la colección en dos series «la primera serie nos son referidos casos de amor y fortuna», la cual se caracteriza de inverosímil en la que se incluye a El amante liberal, Las dos doncellas, La española inglesa, La fuerza de la sangre; y por otro «Los personajes y los actos andan tan lejos de ser insólitos e increíbles que ni siquiera llegan a ser interesantes», y se caracterizan por ser considerados verosímiles.
Riley, «acomodado ahora a una comprensión total de la ficción cervantina y explorando un espacio ajustado entre las anteriores interpretaciones», en 1981 data a las novelas entre narrativas predominantemente romancistas (parecidas a la novela bizantina, la novela de caballerías, etc ): El amante liberal, La fuerza de la sangre, La española inglesa, Las dos doncellas y La señora Cornelia, por otro lado las formas narrativas predominantemente novelescas: Rinconete y Cortadillo, El licenciado Vidriera, El celoso extremeño, El casamiento engañoso y El coloquio de los perros. 
Otras dataciones como las de Murillo (1988), en el cual «se combinan aspectos de diferentes enfoques» se han hecho con base en las estructuras del relato. Esta datación se divide en cuatro estructuras:
- Estructura romance: El amante liberal, La española inglesa, Las dos doncellas y La ilustre fregona.
- Estructura legendaria: La fuerza de la sangre y la señora Cornelia.
- Estructura biográfica: Rinconete y Cortadillo, El licenciado Vidriera, El celoso extremeño y El casamiento engañoso.
- Estructura dialógica: El coloquio de los perros.

## Personajes
La novela cuenta con un total de cinco personajes: Alférez Campuzano, Licenciado Peralta, Estefanía Caicedo, Doña Clementa Bueso y Don Lope Meléndez; los cuales tienen distintas características físicas y psicológicas, así mismo se dividen en personajes principales y personajes secundarios.
| Personajes             | Personajes                      | Personajes                                       | Características                                          | Personalidad                                          |
| ---------------------- | ------------------------------- | ------------------------------------------------ | -------------------------------------------------------- | ----------------------------------------------------- |
| Personajes principales | Alférez Campuzano               | Narrador y esposo de Estefanía                   | Soldado enfermo de sífilis                               | Valiente, incauto, mentiroso, codicioso e imaginativo |
| Personajes principales | Licenciado Peralta              | Oyente y mejor amigo de Campuzano                | Hombre versado en Derecho                                | Escéptico y paciente                                  |
| Personajes principales | Estefanía Caicedo               | Esposa de Alférez Campuzano, a quien engaña      | Mujer blanca con poca belleza y excelente para conversar | Valiente, astuta, mentirosa y cínica                  |
| Personajes secundarios | Doña Clementa Bueso             | Amiga de Estefanía Caicedo enamorada de Don Lope | Mujer recatada                                           | Incauta                                               |
| Personajes secundarios | Don Lope Meléndez de Almendárez | Enamorado de Doña Clementa                       | Hombre recatado                                          | Incauto y valiente.                                   |

## Contenido y onomástica
Esta novela es de corta extensión en comparación con las demás del conjunto que forma las novelas ejemplares. 
Los personajes, según Rodríguez Luis, tienen una caracterización psicológica y reacciones espontáneas frente a los sucesos de la trama.
La acción de la obra se lleva a cabo en cuatro espacios bien definidos:
1.- La posada de Solana, 
2.- El fingido domicilio de Doña Estefanía, 
3.- La casa en que se albergan y 
4- El hospital de Valladolid, aunque la historia en su totalidad se estructura en torno a la iglesia de San Llorente.
Durante algún tiempo, estudiosos como Fernández de Navarrete buscaron en el personaje de Alférez Campuzano un sujeto real al cual se refiriera el relato, el cual «fue documentado como personaje real por el positivismo decimonónico». Otros estudios de onomástica que se han realizado, agrupan y caracterizan a los personajes del relato en torno a su sonoridad, de esta manera por ejemplo se asocia a Campuzano con campesino convertido en soldado. La historia de este personaje no es otra que la de un autoengaño, en el que Campuzano sólo ve lo que él quiere ver. En este relato la crítica ha visto un encuentro entre dos pícaros, Estefanía y nuestro personaje Campuzano.
En la actitud de Campuzano, Rodríguez Luis ha visto una relación con Carrizales, personaje de El celoso extremeño. Molho también ha visto una relación entre estos personajes con base en que ambos son movidos por la insensatez de un deseo.
Los demás personajes aparecen en funciones tipificadoras mostradas por sus patronímicos, como ampuloso y burlesco en el caso de Lope Meléndez de Almendárez, el nombre de Peralta que según Molho (1990) hace referencia un chiste de la época con referencia a Pedro el apóstol, Pedro Herrera «como un alboroto de armas blancas que se entrechocan», o Estefanía de Caicedo, cae cedo: «no es plaza que resista por mucho tiempo los asaltos amorosos».

## Adaptaciones
El casamiento engañoso (1970) adaptación cinematográfica para televisión española de Juan Tébar con Manuel Tejeda y Conchita Goyanes como protagonistas.
El casamiento engañoso (2013) representación teatral por la Compañía Nacional de Teatro Clásico y Els Joglars con la dirección escénica de Ramón Fontserè.